# اچ‌ام‌اس کاردیف (دی۵۸)
اچ‌ام‌اس کاردیف (دی۵۸) (به انگلیسی: HMS Cardiff (D58)) یک کشتی بود که طول آن ۴۵۰ فوت (۱۴۰ متر) بود. این کشتی در سال ۱۹۱۷ ساخته شد.